# 필리 조 존스
필리 조 존스(Philly Joe Jones, 1923년 7월 15일 ~ 1985년 8월 30일)는 필라델피아 태생의 미국의 재즈 드러머로 알려져 있는데, 그는 첫 마일스 데이비스 퀸텟의 드러머이다. 그는 때때로 다른 영향력 있는 재즈 드러머인 파파 조 존스와 혼동한다. 그 둘은 불과 며칠 간격으로 죽었다.